# James Lanphier
Jesse Borrego est un acteur américain né le 31 août 1920 à Hempstead dans l'État de New York et décédé le 11 février 1969 à Los Angeles en Californie.

## Filmographie

### Cinéma
- 1957 : La chose surgit des ténèbres : Colonel Harvey
- 1958 : L'Adorable Voisine : Waldo
- 1958 : Vacances à Paris : l'assistant du manager de l'hôtel
- 1959 : Train, Amour et Crustacés : le photographe du journal
- 1959 : Opération Jupons : Lieutenant Commandor Daly
- 1960 : Une seconde jeunesse : Burdick
- 1961 : Diamants sur canapé : le cousin
- 1961 : Flight of the Lost Balloon : l'Hindou
- 1962 : Allô... brigade spéciale : le propriétaire terrien
- 1962 : Le Jour du vin et des roses : le prince
- 1963 : La Panthère rose : Saloud
- 1964 : Une vierge sur canapé : le vendeur
- 1966 : Qu'as-tu fait à la guerre, papa ? : Bit Part
- 1966 : Un hold-up extraordinaire : le propriétaire du garage
- 1968 : La Party : Harry
- 1968 : Le Démon des femmes : l'assistant du journaliste
- 1970 : Darling Lili : le Hongrois

### Télévision
- 1949 : NBC Presents (1 épisode)
- 1949 : Studio One : Channon (1 épisode)
- 1957 : Tales of the 77th Bengal Lancers (2 épisodes)
- 1957 : Rintintin : Corne pointue (1 épisode)
- 1958-1961 : Peter Gunn : Leslie, Sloane et un policier (15 épisodes)
- 1959 : Les Incorruptibles : Leo Brothers (1 épisode)
- 1959-1961 : The Lawless Years : Phil de Pittsburgh, Lusetti et Rick O'Neil (3 épisodes)
- 1960 : The Deputy : Sloan (1 épisode)
- 1961 : Hawaiian Eye : Eddie Greerson (1 épisode)
- 1963 : 77 Sunset Strip : Lieutenant Manning (1 épisode)
- 1963-1964 : Les Aventuriers du Far West : Ambrose Bierce et le serveur (2 épisodes)
- 1965 : Perry Mason : Marius Stone (1 épisode)
- 1966 : Mission impossible : Klimi (1 épisode)
- 1966 : Au cœur du temps : Dubois (1 épisode)
- 1966-1967 : Max la menace : l'agent du KAOS et Danker (2 épisodes)
- 1966-1968 : The Red Skelton Show : plusieurs personnages (3 épisodes)
- 1966-1969 : Les Mystères de l'Ouest : Malcolm Lansing et Dr Mohammed Bey (2 épisodes)
- 1967 : Captain Nice : Ibid (1 épisode)
- 1967 : Le Frelon vert : Colonel Sarajek (1 épisode)
- 1967 : Le Fugitif : Paul le barman (1 épisode)